# Artigas-basis
De Artigas-basis (ook wel General Artigas Station genoemd) is een Uruguayaans poolstation op King George Island, in de Zuidelijke Shetlandeilanden. Het station werd geopend in 1964, is permanent bemand en biedt onder andere logistieke ondersteuning voor de realisatie van wetenschappelijke activiteiten op Antarctica.